# Delahaye Type 58
Der Delahaye Type 58 ist ein frühes Pkw-Modell. Hersteller war Automobiles Delahaye in Frankreich.

## Beschreibung
Das Modell wurde 1912 auf dem Pariser Autosalon präsentiert und bis 1914 hergestellt. Vorgänger waren Delahaye Type 38 und Delahaye Type 41.
Der Ottomotor war in Frankreich mit 20–30 CV eingestuft. Es ist ein Vierzylinder-Monoblockmotor mit 95 mm Bohrung, 140 mm Hub und 3969 cm³ Hubraum. Er leistet 35 PS. Er ist vorn im Fahrgestell eingebaut und treibt über eine Kardanwelle die Hinterachse an.
Der Radstand beträgt 318 cm bei der kurzen Ausführung und 333 cm bei der langen Ausführung. Bekannt sind die Karosseriebauformen Phaeton, Limousine, Torpedo und Pullman-Limousine. Erhältlich war auch die Version Colonial mit etwas mehr Bodenfreiheit.
Ein erhaltenes Fahrzeug steht im Mahymobiles, einem Automuseum im belgischen Leuze-en-Hainaut.